# Millville (Minnesota)
Millville – miasto w Stanach Zjednoczonych, w stanie Minnesota, w hrabstwie Wabasha.